# Dáli (ort)
Dáli är en ort i Cypern.   Den ligger i distriktet Eparchía Lefkosías, i den östra delen av landet, 18 km söder om huvudstaden Nicosia. Dáli ligger 250 meter över havet och antalet invånare är 6 085. Den ligger på ön Cypern.
Terrängen runt Dáli är lite kuperad. Trakten runt Dáli är ganska tätbefolkad, med 56 invånare per kvadratkilometer. Närmaste större samhälle är Nicosia, 17,7 km norr om Dáli. Trakten runt Dáli är i huvudsak ett öppet busklandskap.
Årsmedeltemperaturen i trakten är 22 °C. Den varmaste månaden är juli, då medeltemperaturen är 35 °C, och den kallaste är januari, med 10 °C. Genomsnittlig årsnederbörd är 510 millimeter. Den regnigaste månaden är december, med i genomsnitt 112 mm nederbörd, och den torraste är augusti, med 1 mm nederbörd.